# Телефе
„Телефе“ (на испански: Telefe) е аржентинска телевизионна мрежа със седалище в Буенос Айрес.
Стартира на 5 март 1990 г. Международната версия на мрежата се нарича Telefe Internacional.
През ноември 2016 г. Viacom придоби Telefe от Телефоника за 345 милиона долара. През декември 2019 г. Viacom се сля с CBS Corporation, за да образува Парамаунт Глобал и оттогава мрежата вече е собственост на новата компания.